# Kharalambos Pitas
Kharalambos Pitas (grec: Πάμπος Πίττας)  (Limassol, 26 de juliol de 1966), més conegut com a Pambos Pitas, és un exfutbolista xipriota de la dècada de 1990.
Fou 82 cops internacional amb la selecció xipriota. Pel que fa a clubs, fou jugador, entre d'altres, de l'Apollon Limassol.